# Elbert Nathaniel Gates
 (juin 2019).
Si vous disposez d'ouvrages ou d'articles de référence ou si vous connaissez des sites web de qualité traitant du thème abordé ici, merci de compléter l'article en donnant les références utiles à sa vérifiabilité et en les liant à la section « Notes et références ».
Pour les articles homonymes, voir Gates.
E. Nathaniel Gates est un professeur de droit et d'histoire de droit américain (14 novembre 1954 à Detroit - 8 janvier 2006 à Montréal) spécialisé dans l'histoire des droits civiques aux États-Unis. 

## Biographie
Enseignant au doctorat à l'Institut Cardoso de l'Université Yeshiva de New York depuis le milieu des années 1990, il sera aussi connu pour son militantisme en faveur de la reconnaissance des droits des homosexuels et du mariage gay aux États-Unis. Il s'unit civilement à François Côté le 12 octobre 2002 à Montréal. Le 17 juillet 2004, il le maria au sein de l'Église anglicane du Canada. Il est décédé d'un cancer à Montréal le 8 janvier 2006.